# Gymnopilus dulongjiangensis
Gymnopilus dulongjiangensis là một loài nấm thuộc họ Cortinariaceae.